# Наука в Австрии
Австрия — один из центров научной мысли в Европе. В настоящее время фундаментальными исследованиями занимается Австрийская академия наук, основанная в 1847 году. В её состав входят Институт сравнительного исследования поведения им. К. Лоренца, Международный институт прикладного системного анализа и другие. Всего в Австрии около 2200 научных учреждений, в которых работает примерно 25 тыс. человек. Австрия активно участвует в международной научной кооперации: на её счету более чем 1000 исследовательских проектов рамочной программы ЕС.
Университетская наука базируется в крупнейших университетах — Венском, Грацском, Инсбрукском, Венском техническом университете и других высших учебных заведениях.
В 1961 году в Австрии был создан Астрономический союз Каринтии. Союзу принадлежит планетарий в городе Клагенфурт и две обсерватории.

## Известные австрийские учёные

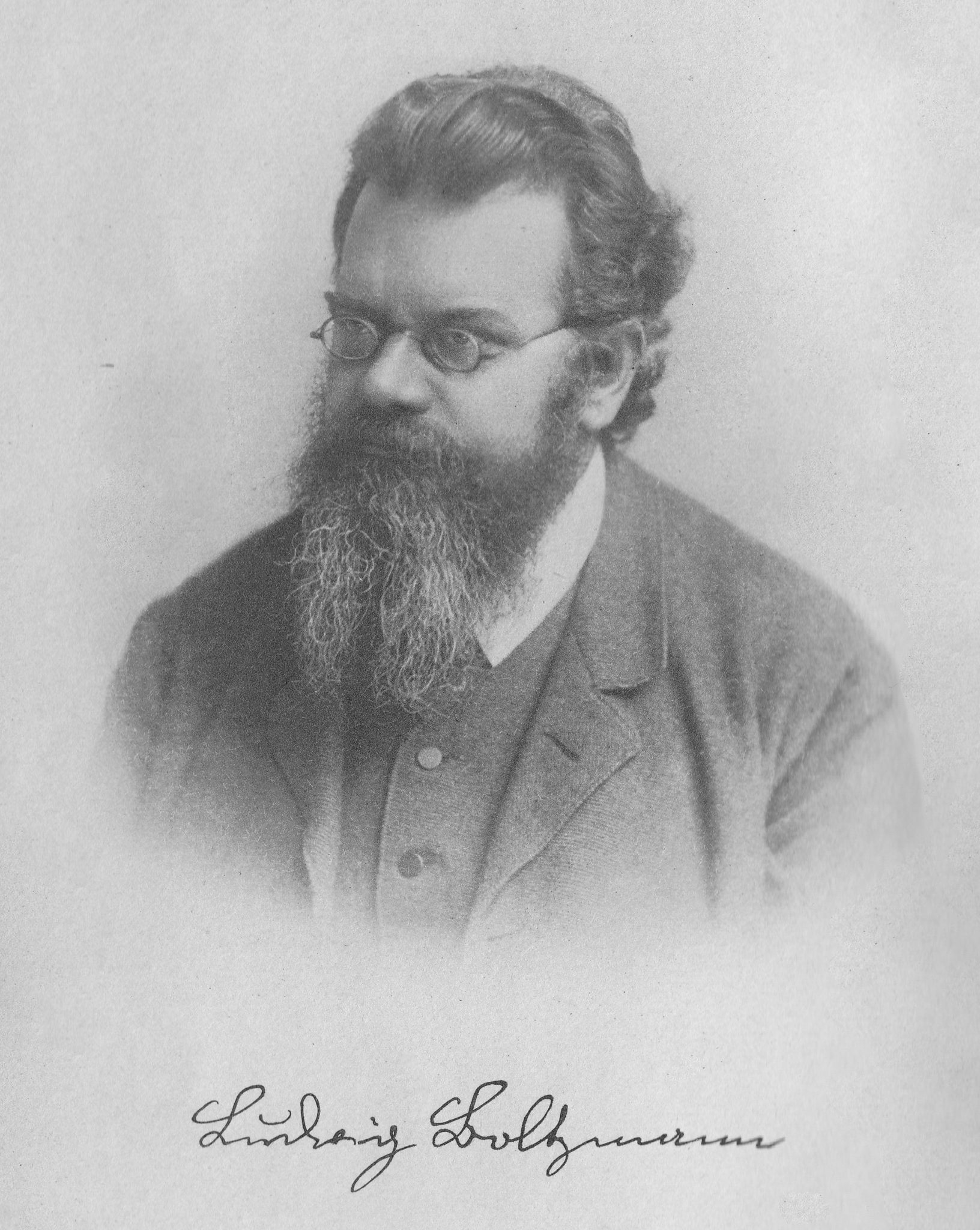
Людвиг Больцман

В XIX и XX веках Австрия была крупным европейским научным центром и подарила миру множество знаменитых учёных.

### Физика и математика
- Людвиг Больцман — основатель статистической механики и молекулярно-кинетической теории. Его работы касаются преимущественно диэлектрических постоянных, кинетической теории газов, термодинамики и оптики.
- Эрнст Мах — физик и философ, сделал большой вклад в развитие второго этапа позитивизма, который был назван его именем — махизм. Работал над изучением процессов слуха и зрения, изучал аэродинамические процессы, сопровождающие сверхзвуковой полёт тел. Он открыл и исследовал специфический волновой процесс, впоследствии получивший название ударной волны.
- Виктор Франц Гесс — получил в 1936 году Нобелевскую премию за открытие космических лучей.
- Кристиан Доплер — основные труды сделал по оптике и акустике. Открыл эффект зависимости частоты колебаний, воспринимаемых наблюдателем, от скорости и направления движения источника волн и наблюдателя относительно друг друга, названный впоследствии эффектом Доплера.
- Иоганн Йозеф Лошмидт — физик и химик, работал в области термодинамики, электродинамики и оптики, в 1861 году впервые предложил кольцеобразную структуру бензола.
- Курт Гёдель — логик, математик и философ математики, наиболее известный сформулированной и доказанной им теоремой о неполноте.
- Филипп Франк — физик и философ.

Австрийские учёные сделали огромный вклад в развитие атомной физики и квантовой механики в 1920-х и 1930-х годах.
- Эрвин Шрёдингер — один из основателей квантовой физики, лауреат Нобелевской премии по физике (1933 год).
- Вольфганг Паули — сделал большой вклад в развитие квантовой физики, лауреат Нобелевской премии по физике (1945 год).
- Лиза Мейтнер — исследователь в области ядерной физики и радиоактивности. Награждена медалью имени Макса Планка (1949 год), лауреат премии Энрико Ферми (1966 год).

Современный физик Антон Зейлингер был первым, кому удалось реализовать эффект квантовой телепортации.

### Философия

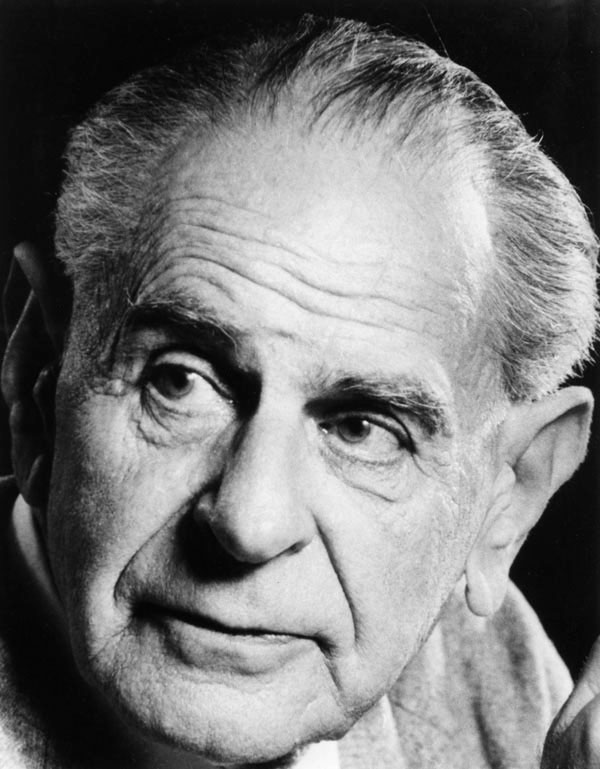
Карл Поппер

- Людвиг Витгенштейн — один из основателей аналитической философии и один из самых ярких мыслителей XX века.
- Карл Поппер — философ и социолог, стоит в ряду наиболее влиятельных философов науки XX столетия.

### Медицина и психология
Одним из основных направлений исследований австрийских учёных всегда были медицина и психология, начало которым положил известный средневековый врач Парацельс.

#### Медицина
- Карл Ландштейнер — врач, химик, иммунолог, инфекционист. Открыл существование групп крови. Лауреат Нобелевской премии по физиологии и медицине (1930 год).
- Теодор Биллрот — хирург, «отец» современных брюшных операций.
- Клеменс фон Пирке — врач, автор работ по микробиологии и иммунологии.
- Антон Эйсельсберг — врач, один из основателей нейрохирургии.
- Игнац Филипп Земмельвайс — врач, автор идеи обеззараживать врачам руки раствором хлорной извести, которая позволила существенно снизить смертность в роддомах. В 1906 году в Будапеште на пожертвования врачей всего мира ему был поставлен памятник, на котором написано «Спасителю матерей».
- Роберт Барани — врач-оториноларинголог, лауреат Нобелевской премии по физиологии и медицине (1914 год).

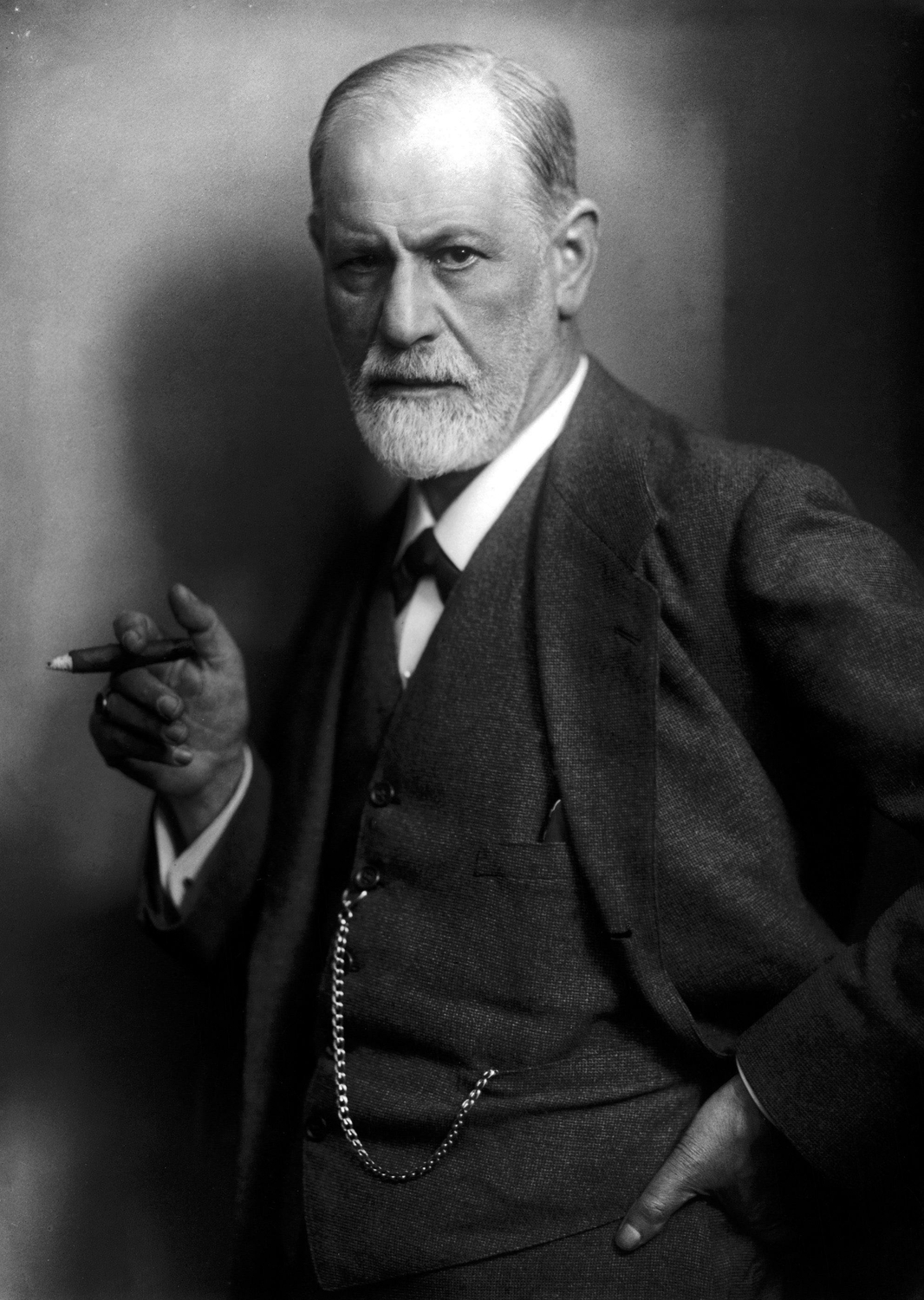
Зигмунд Фрейд

#### Психология
- Зигмунд Фрейд — всемирно известный психиатр, основатель психоаналитической школы и терапевтического направления в психологии.
- Альфред Адлер — психолог и психиатр, один из предшественников неофрейдизма, создатель «индивидуальной психологии».
- Пауль Вацлавик — психотерапевт и психолог, один из основателей радикального конструктивизма.
- Ганс Аспергер — врач, исследователь синдрома Аспергера
- Виктор Франкл — психиатр, психотерапевт, философ, создатель так называемой Третьей Венской Школы психотерапии.
- Юлиус Вагнер-Яурегг — психиатр, лауреат Нобелевской премии по физиологии и медицине (1927 год).

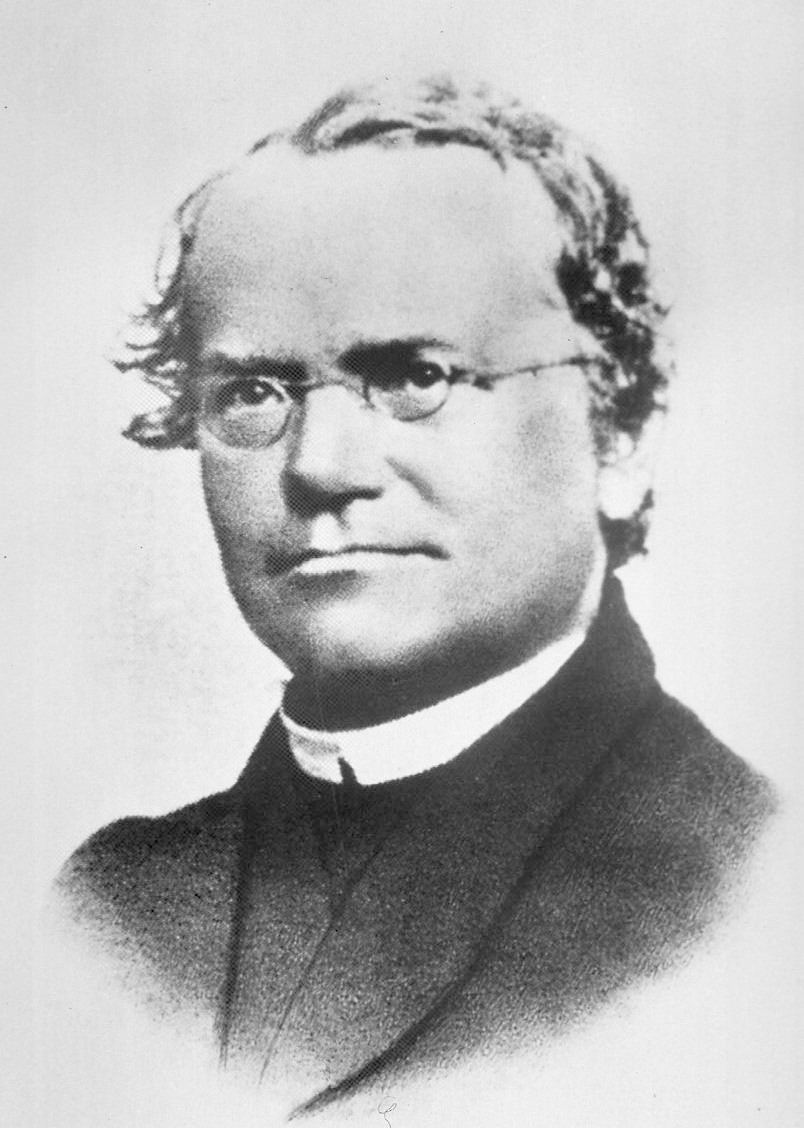
Грегор Мендель

### Экономика
Одним из конкурирующих направлений современной экономической теории является Австрийская школа экономики, в развитие которой сделали вклад такие учёные как Карл Менгер, Йозеф Шумпетер, Эйген фон Бём-Баверк, Людвиг фон Мизес, Фридрих фон Визер и Фридрих фон Хайек.

### Биология
- Грегор Мендель — биолог и ботаник, сыгравший огромную роль в развитии представления о наследственности. Законы Менделя лежат в основании современной генетики.
- Конрад Лоренц — один из основоположников этологии, лауреат Нобелевской премии по физиологии и медицине (1973 год).

### Техника
- Фердинанд Порше — один из самых выдающихся автомобильных конструкторов XX века.
- Зигфрид Маркус — изобретатель и пионер автомобилестроения.